# Caranx melampygus
Carangue bleue, Carangue étoilée
Espèce
Statut de conservation UICN

 LC  : Préoccupation mineure
Caranx melampygus, communément nommée Carangue bleue ou Carangue étoilée, est une espèce de poissons marins démersale de la famille des Carangidae.

## Description
Caranx melampygus est un poisson de moyenne taille pouvant atteindre 100 cm de long, toutefois la taille moyenne est de 60 cm.
Le corps a un profil ovale et allongé, comprimé latéralement, doté de deux nageoires dorsales.
Le pédoncule caudal est étroit et renforcé par des scutelles.
La nageoire caudale est fourchue.
La livrée se compose de deux teintes de base. La tête et la partie supérieure du corps sont d'aspect jaune-vert cuivré avec une multitude de petits points bleu vif et dorés. La partie inférieure est gris argenté. Les nageoires dorsale, caudale, anale et pelviennes sont bleu électrique. Un trait bleu électrique surligne la série de scutelles. Ces derniers ainsi que les nageoires pectorales falciformes sont jaunâtres.

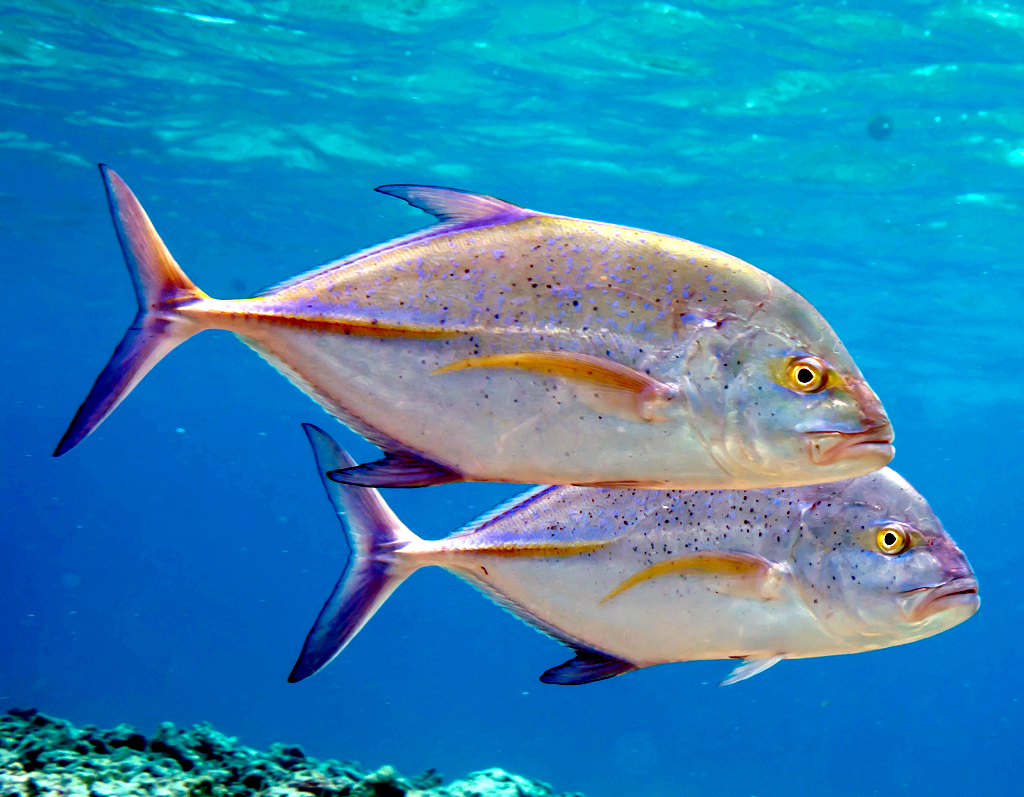
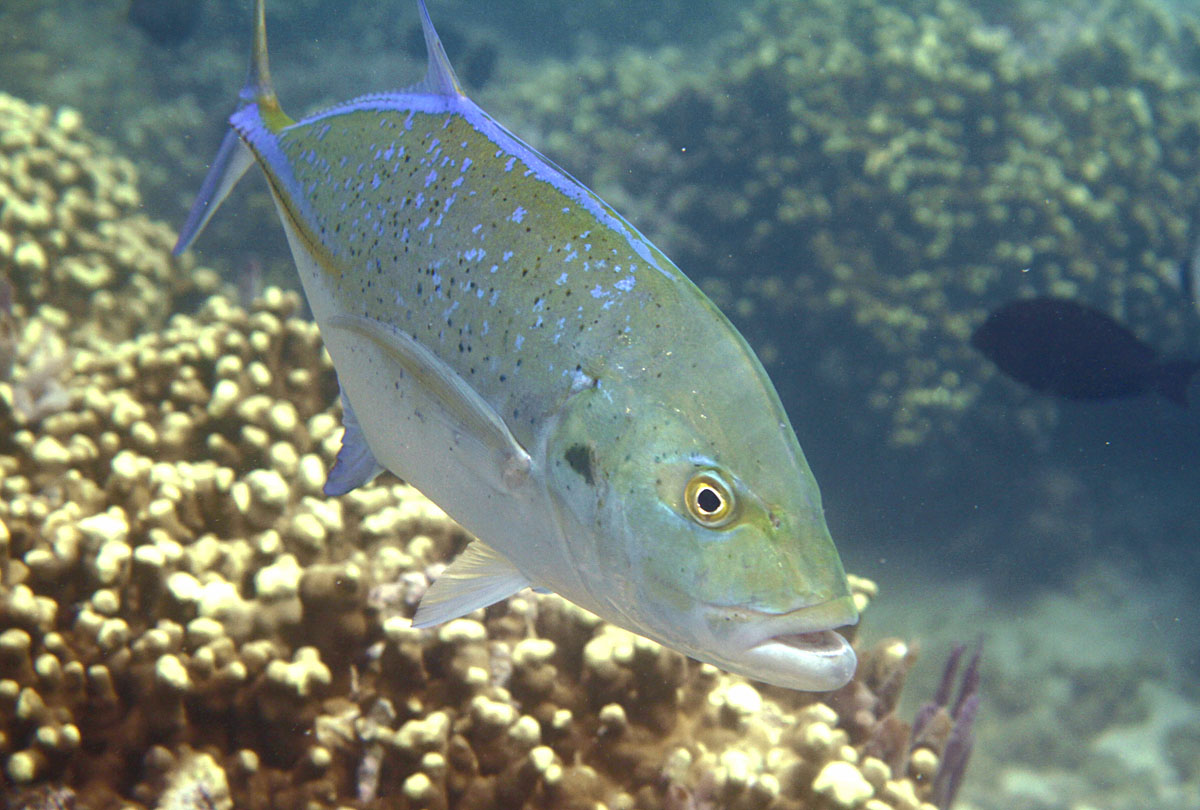
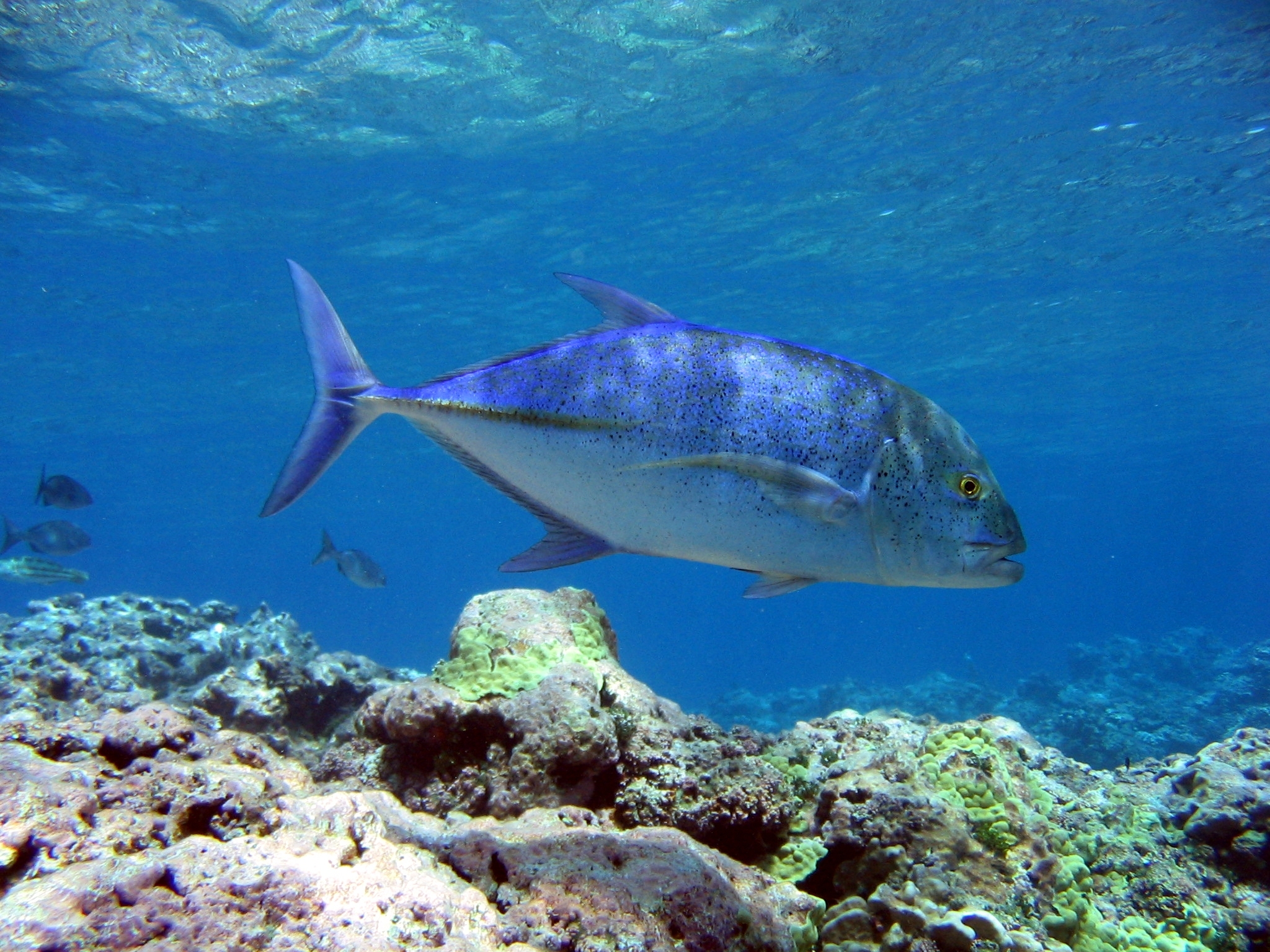
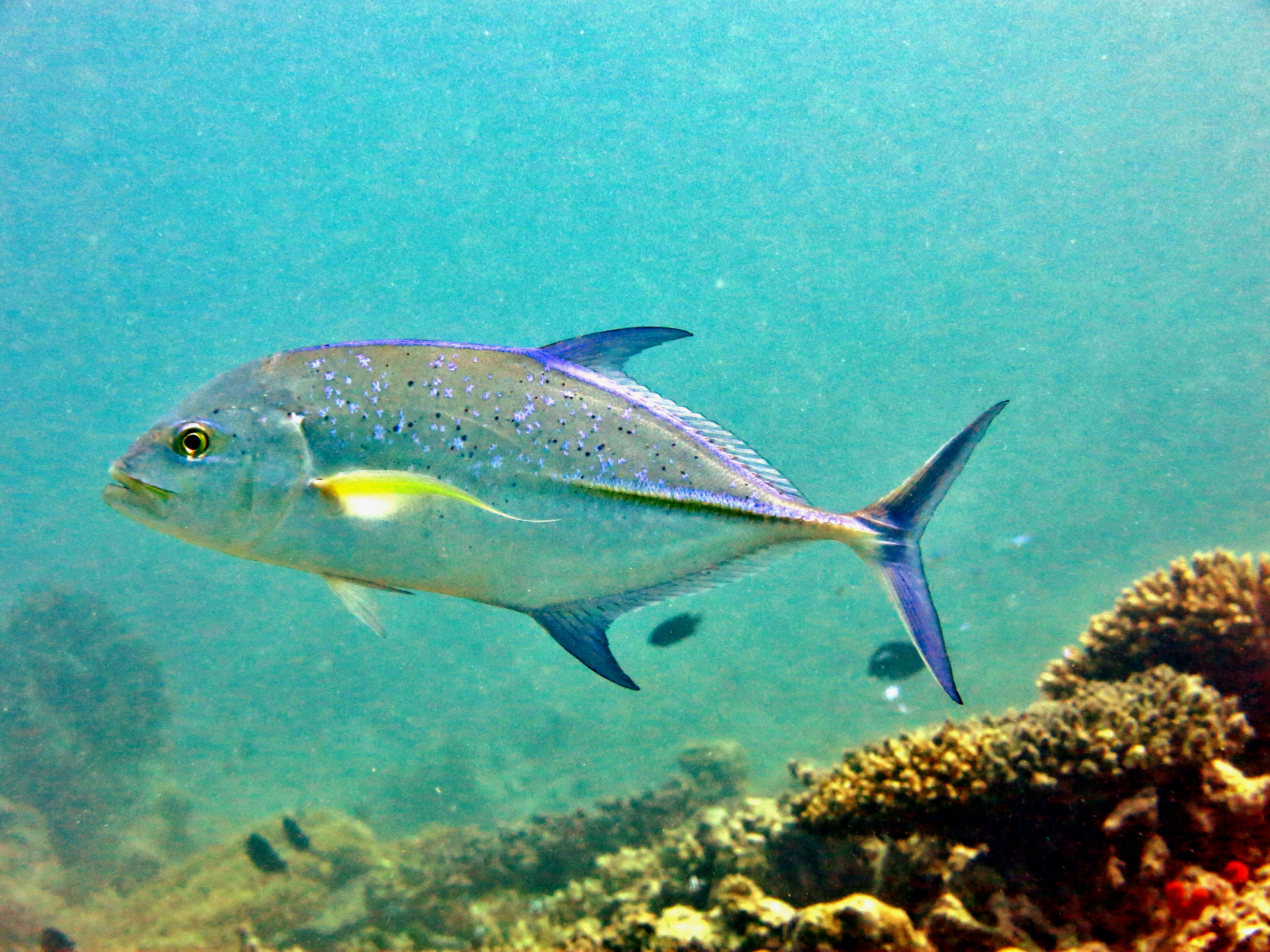

## Noms vernaculaires
Dans le monde francophone, Caranx melampygus est couramment appelé « Carangue bleue » ou « Carangue étoilée », une dénomination vernaculaire qui correspond à « Bluefin trevally », dans le monde anglophone — de manière plus générale, « Trevally », nom australasien, traduit le français Carangue. Des noms traditionnels, tels que « Pakekai » et « Tahara », en Polynésie française, et « Titi‘ara », à Rarotonga (Îles Cook), sont aussi usités,.

## Distribution & habitat

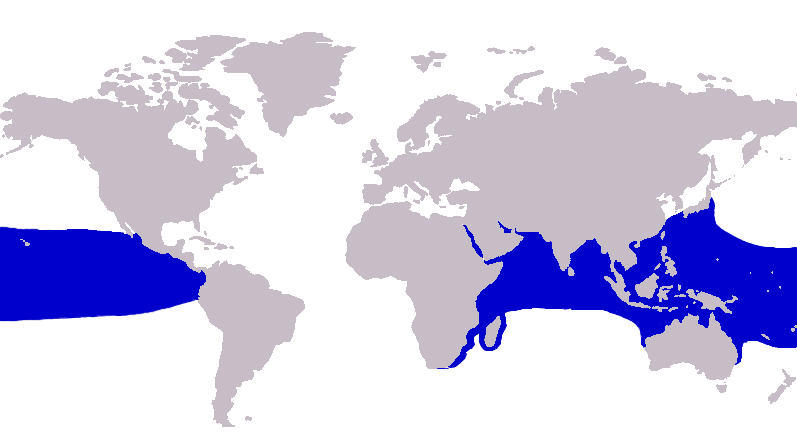
Aire de répartition.

La Carangue bleue fréquente les eaux tropicales et subtropicales de l'Océan Indien, Mer Rouge incluse, jusqu'aux côtes orientales de l'Océan Pacifique.
Elle affectionne les lagons, les pentes externes des lagons, des récifs coralliens et rocheux ainsi que les secs et les passes entre la surface et 190 m de profondeur.
Les juvéniles peuplent de façon saisonnière les eaux peu profondes des littoraux sableux ainsi que les estuaires, et tolèrent bien les eaux saumâtres, remontant parfois les rivières.

## Alimentation
Caranx melampygus se nourrit de poissons et de crustacés benthiques .

## Comportement
Elle a une activité aussi bien diurne que nocturne selon la localisation géographique. Toutefois comme beaucoup de prédateurs, les carangues bleues chassent de préférence au lever du jour et au couchant. Elles peuvent évoluer en petits groupes ou solitaires et forment parfois des bancs de centaines d'individus.

## Pêche
La Carangue bleue peut être capturée au filet, à la traine, à la ligne de fond et au fusil sous-marin. En chasse sous-marine, la capture d'un individu provoque le plus souvent la fuite des autres membres du petit groupe qui l'accompagne, contrairement à de nombreuses autres espèces de carangidés.
Elle est généralement commercialisée fraîche ou plus rarement séchée ou salée. Cette espèce est une cible potentielle pour la pêche sportive. Elle est parfois élevée en aquaculture pour être commercialisée, ou conservée dans les grands aquariums publics.
Elle est souvent ciguatoxique lorsqu'elle est d'une taille supérieure à 50 cm.